# An Evil Power
Pour plus de détails, voir Fiche technique et Distribution.
An Evil Power est un film muet américain réalisé par Francis Boggs et sorti en 1911.

## Fiche technique
- Réalisation : Francis Boggs
- Scénario : Francis Boggs
- Producteur :  William Selig
- Société de production : Selig Polyscope Company
- Société de distribution : Selig Polyscope Company
- Pays d'origine :  États-Unis
- Langue : film muet avec les intertitres en anglais
- Format : Noir et blanc — 35 mm — 1,33:1 — Muet
- Date de sortie :  États-Unis : 30 novembre 1911

## Distribution
- Sydney Ayres
- Frank Clark
- Frank Richardson
- Al Ernest Garcia
- Fred Huntley
- Roy Watson
- Edward H. Philbrook
- Phyllis Gordon
- Eugenie Besserer
- Betty Harte
- Bessie Eyton
- Genevieve Davis